# Eparchie Schymkent und Taras
Die Eparchie Schymkent und Taras (kasachisch Шымкент және Тараз епархиясы, russisch Чимкентская и Таразская епархия) ist eine Eparchie der Russisch-Orthodoxen Kirche in Kasachstan. Sie ist Mitglied des Metropolitanbezirks Kasachstan. Die 1991 gegründete Eparchie umfasst die Stadt Schymkent sowie die Gebiete Qysylorda, Schambyl und Türkistan.
Der Metropolit der Eparchie ist Erzbischof Jelewferij (* 1953; bürgerlich Jurij Feofanowitsch Kosores, russisch Юрий Феофанович Козорез). Die Domstadt der Eparchie ist Schymkent, in der sich auch die St.-Nikolaus-Kathedrale befindet.

## Namen der Eparchie
- Schymkent und Zelinograd (31. Januar 1991 bis 16. Juli 1993)
- Schymkent und Aqmola (16. Juli 1993 bis 5. Oktober 2011)
- Schymkent und Taras (seit 5. Oktober 2011)